# Brechtenhalden
Brechtenhalden ist ein Wohnplatz des Gschwender Gemeindeteils Frickenhofen im Ostalbkreis in Baden-Württemberg.

## Beschreibung
Der Ort mit zwei Hausnummern befindet sich ungefähr eineinhalb Kilometer südsüdwestlich von Frickenhofen und etwa vier Kilometer südöstlich des Gschwender Hauptortes. Er liegt auf einem Abhang („Halde“) links über dem Tal des südwestwärts zur Rot fließenden Joosenbachs.
Bödele liegt im Naturpark Schwäbisch-Fränkischer Wald und naturräumlich im Hinteren Welzheimer Wald unter dem Hochplateau der nahe anschließenden Frickenhofer Höhe und steht auf Stubensandstein (Löwenstein-Formation).

## Geschichte
In der Urflurkarte von 1830 ist der Ort bereits als Brechtenhalde verzeichnet.